# Pk2
Pk2 – polskie oznaczenie pruskiego parowozu pospiesznego, produkowanego w latach 1910–1916. Na kolejach pruskich nosił oznaczenie S101, a później w DRG 1710-12. Parowóz występował w dwóch odmianach:
- S101 Bauart 1911 – polskie oznaczenie Pk2 (wersja z 1911 roku),
- S101 Bauart 1914 – polskie oznaczenie Pk2 (wersja z 1914 roku).

Po I wojnie światowej polskie koleje eksploatowały dwadzieścia parowozów tego typu, z czego po połowie stanowiły wersje z 1911 i 1914 roku.
Były one wykorzystywane przede wszystkim do prowadzenia niemieckich pociągów w tranzycie przez Pomorze do Prus Wschodnich. Stacjonowały w parowozowniach Gdańsk Brama Oliwska (Dzg-Odz) oraz Chojnice i Toruń. 
Po II Wojnie Światowej na PKP trafiły ponownie parowozy tej serii, jednak tylko 1 sztuka pochodziła z Bauart 1914. Niewiele powojennych parowozów serii Pk2 pochodziło z przedwojennego ilostanu polskich kolei. Ostatni egzemplarz na stanie PKP został skasowany dopiero w 1959 r.